# مسماريات (فطريات)
المسماريات (الاسم العلمي: Helotiales) هي رتبة من الفطريات تتبع طائفة الملاسانية من الشعيبة الفنجانينية.

## التصنيف
- الفصيلة المسمارية
- الفصيلة الملاسية
- فصيلة الصليباوات
  - جنس الصليباء